# Whigham
Whigham es una ciudad ubicada en el condado de Grady en el estado estadounidense de Georgia. En el año 2000 tenía una población de 631 habitantes.

## Geografía
Whigham se encuentra ubicada en las coordenadas 30°53′3″N 84°19′30″O / 30.88417, -84.32500 (30.884219, -84.324927).
Según la Oficina del Censo, la localidad tiene un área total de 3,1 km² (1,2 mi²), de la cual 3,1 km² (1,2 mi²) es tierra y 0 km² (0 mi²) (0.00%) es agua.

## Demografía
Según la Oficina del Censo en 2000 los ingresos medios por hogar en la localidad eran de $22,639, y los ingresos medios por familia eran $26,042. Los hombres tenían unos ingresos medios de $22,813 frente a los $17,000 para las mujeres. La renta per cápita para la localidad era de $11,103. 